# Una película de huevos
Una película de huevos (Una película de huevos: En busca de mamá gallina en Argentina) es una película de animación mexicana de 2006 producida por Huevocartoon Producciones en asociación con Videocine Producción. Fue escrita y dirigida por Rodolfo Riva Palacio, codirigida por Gabriel Riva Palacio, y producida por Carlos Zepeda Chehaibar y Elisa Salinas. Es el primer largometraje de Huevocartoon y la primera entrega de la serie cinematográfica Huevos.
Es protagonizada por Bruno Bichir, Carlos Espejel y Angélica Vale como los personajes principales. Por otro lado, los hermanos Rodolfo y Gabriel Riva Palacio, además de interpretar a varios personajes secundarios del filme, fungen como las voces de los antagonistas principales. Otras participaciones destacadas son las de Lourdes Morán, Humberto Vélez, Blas García, Enzo Fortuny, Mario Filio, Rubén Moya, Fernando Meza y Carlos Cobos como personajes secundarios. La película sigue a un huevo de gallina (Bichir) que emprende un largo viaje para reencontrarse con su madre y convertirse en un pollo de granja. Junto a un huevo sargento (Espejel) y una tira de tocino sin habla, a quienes conoce en la cocina de una familia, tendrá que luchar por sobrevivir a todo tipo de peligros para lograr su meta, cuyo destino es una granja productora de alimentos.
Su producción duró en total cinco años, tres de desarrollo y preproducción y dos de producción, con un presupuesto de 17 millones de pesos, con una parte importante de su financiación aportada por el Instituto Mexicano de Cinematografía (Imcine) a través del Fondo de Inversión y Estímulos al Cine (Fidecine) y por Elisa Salinas a través de la firma Elisa Salinas Corp. La idea, surgida en abril de 2002, se originó en los personajes del sitio web Huevocartoon.com, cuyo humor inicialmente estaba dirigido hacia adolescentes y adultos. Rodolfo Riva Palacio, que además de ser el cocreador del sitio era director de la cinta de imagen real Anatomía de un robo, le propuso la idea al director de Videocine, Eckerhardt von Damm, el mismo día en que este lo despidió de dicho proyecto anterior. El guion, escrito principalmente por Rodolfo Riva Palacio, se gestó a lo largo de trece tratamientos, en los que la historia sufrió múltiples cambios y reescrituras. La película, que combina elementos de animación 2D y 3D, fue totalmente realizada en Argentina por el estudio Hook Up Animation, subcontratado por la compañía productora Focus, con un equipo que sumaba más de noventa personas. La música fue compuesta por Carlos Zepeda Chehaibar, socio fundador de Huevocartoon, con algunos temas originales aportados por, entre otros, el productor musical Javier Calderón —autor del tema de apertura «Una vida normal»—, y canciones reconocidas licenciadas por la productora y supervisora Lynn Fainchtein —entre las que resaltan «Speed of Sound» y «Lights and Sounds», de las bandas Coldplay y Yellowcard, respectivamente—. La película, a pesar de tener albur mexicano, mantiene una serie de bromas de doble sentido apropiadas para el género infantil.
Una película de huevos se presentó el 19 de abril de 2006, y fue estrenada comercialmente en México el 21 de abril, bajo la distribución de Videocine Distribución. A principios de 2007, se lanzó comercialmente en países de América Latina, bajo la distribución de Warner Bros. Pictures. Ese mismo año, la película se hizo acreedora de dos Diosas de Plata otorgadas por el Pecime, y del Premio Ariel a «Mejor largometraje de animación» en su 49.a edición por parte de la Academia Mexicana de Artes y Ciencias Cinematográficas (AMACC).
El éxito de la película dio pie a una serie cinematográfica, denominada Huevos, compuesta por cinco filmes, a partir de la secuela, Otra película de huevos y un pollo (2009), concluyendo con Huevitos congelados (2022). La franquicia sigue la vida de Toto a través de las diferentes etapas de su ciclo vital y enfrentándose a diferentes miedos y adversidades con la ayuda de sus amigos, y concluye cuando es un gallo adulto que ha formado una familia compuesta por dos hijos.

## Argumento
La historia comienza con el nacimiento de un pequeño huevo llamado Toto. Su madre añora con que Toto sea un gran pollo por lo que lo quiere mucho. Todo es un acontecimiento hermoso hasta que Toto es separado de su madre debido a la comercialización de huevos y es puesto con otros huevos para ser entregados a un supermercado.
En eso, es comprado por una mujer quien alimenta a toda su familia a base de huevos. En lo que termina en la huevera; conoce a Willy, un huevo vigía que trata de huir de la cocina junto a otros huevos. Como Toto es el recién llegado, Willy le cuenta que el desayuno de la familia es un sitio de torturas para los huevos, por lo que se planea una fuga colectiva entre los huevos. Tras una breve organización, todos los huevos huyen a excepción de Toto y Willy, quienes fueron capturados por el gato mascota de la familia quien intenta devorárselos, pero falla debido a que hace escombros dentro de la casa y mientras trata de comerse a los huevos, es castigado por su dueña.
A la mañana siguiente, Toto mantiene su sueño de no ser el desayuno de alguien y convertirse en un pollo y se va, según él, a la granja donde nació. Pero Willy no quiere que Toto lo deje solo y se inventa una mentira de cómo llegar a las Granjas El Pollón, lugar donde se crían los mejores pollos. Toto acepta que Willy lo siga, pero un hombre aparece por un jugo y se da cuenta de que no hay huevos y avienta un blíster de tocino de donde sale aturdido una tira de tocino, y el hombre se va y los huevos y el tocino juntos inician su gran "aventura". Primero, recorren la ciudad entera dentro de una lonchera para terminar rodando por las calles y acabar finalmente en un alcantarillado y escapando de Tlacua y Cuache, dos tlacuaches desafortunados que sólo buscan algo de comer.
Tras huir de los tlacuaches y escapar de las alcantarillas, Toto, Willy y Tocino llegan una feria de donde se quedan a observar el espectáculo de Bibi, la huevita acróbata y Willy se enamora de ella a primera vista. Mientras tanto, la madre de Toto junto a dos de sus amigas llegan a una granja donde se encuentran con unas gallinas que hablan otro "idioma" (posiblemente Gallinés-Chinés) y una de las amigas de la madre de Toto quien fue estudiante de intercambio cultural les pregunta acerca de Toto, pero la respuesta era negativa y le dicen que los huevos que escapan de la ciudad terminan exactamente en Granjas El Pollón, por lo que las tres se van.
Mientras tanto, los huevos y el tocino entran por un ducto el cual, los lleva al criadero de reptiles, donde un cocodrilo los tiene aprisionados junto a sus secuaces e hijos, pero son rescatados por Bibi y sus hermanos quienes los llevan al sitio de los huevos de confeti, donde su líder Confi accede a que se queden a pasar la noche. En medio de la fiesta, Willy tras hablar con Bibi, le dice a Toto toda la verdad: no sabe cómo llegar a las Granjas El Pollón. Toto se enfada mucho, lo insulta y se va de la feria indignado y Tocino lo sigue y a pesar de no hablar trata de convencerlo que se quede, en lo que Toto insulta a Tocino y se va. En lo que Toto abandona la feria, entran los huevos de reptil a la fiesta de los huevos de confeti y capturan a Willy, a Bibi y a sus hermanos, pero no a Tocino y a Toto. Al darse cuenta de la situación de sus amigos, Tocino va a buscar a Toto.
Al día siguiente, Tocino finalmente encuentra a Toto quien esta a punto de irse a las Granjas "El Pollón" en un camión y por medio de señas, le cuenta a éste que Willy y los demás están en peligro, al principio, Toto no le da mucha importancia, pero luego piensa sobre una situación en donde Willy le salvó de ser aplastado por un auto en la ciudad, por lo que acompaña a Tocino hacia la feria. De pronto, ven que Willy y Bibi van a ser "arrollados" en el carril de vías de la montaña rusa, mientras que Bebe y Bubi van a ser comidos por el padre de Coco. Liberan a Bebe y Bubi, pero es impedido por los huevos de reptil. Pero luego, Confi se presenta junto al Huevo Líder y los huevos que fueron liberados gracias a Toto y Willy por lo que, se desata una guerra campal entre los amigos de Toto y Willy contra los huevos de reptil.
Al final, los huevos de reptil hacen las paces con los demás, Serp es atrapado por Confi y Coco decide confrontarlo y lo arroja con tanta fuerza que, se pierde en el cielo. 
Mientras tanto, Willy decide llevar a Toto a cumplir su sueño de ser pollo junto con Tocino. Primero, Willy atrapa y doma a una paloma y le dice a Toto que suba, y este último se despide de sus amigos antes de partir. 
Al llegar a las granjas, se reúne con su madre (quien llegó a las granjas para buscar a su hijo), para cumplir el sueño de ser pollo y Willy se despide junto con Tocino y ambos se van. 
Luego de un tiempo, Toto se convirtió en pollo y todos hacen una gran fiesta en honor a Toto, junto a Willy, Tocino, Bibi, Coco y sus amigos.
Antes de los créditos, aparecen Tlacua y Cuache conversando sobre su desdicha de no poder comer pero es cuando aparece Serp cayendo del cielo (después de ser lanzado por Coco) por lo que Tlacua y Cuache lo persiguen para comérselo.

## Personajes

### Personajes principales
- Toto: Es un huevo sagaz y simpático, aunque serio, que fue tristemente separado de su madre e importado a una tienda. Tiene la esperanza de encontrar a su madre y convertirse en un pollo de granja. Es muy serio en cuanto a su sueño y odia que retrasen sus planes. Durante la organización de la fuga, Toto es nombrado "Huevo corredor" (huevo que distraería al gato mientras los demás huían). El Huevo Líder se refiere a él como "Soldado Pompis" (debido a que padece problemas de audición). Tiene la costumbre de vomitar cuando sufre emociones fuertes.
- Willy: Es un huevo osado y creído. Frecuenta los chistes de doble sentido y es demasiado bromista, pero con gran miedo a la soledad. Es muy hablador y sobrado, haciendo que Toto no lo soporte. Tiene el rango de "Sargento". Se enamora a primera vista de Bibi, al igual que ella.
- Tocino: Es un pedazo de tocino de mucha resistencia, pero con poca inteligencia. Es mudo, por lo que usa señas para comunicarse ya que posiblemente no hable "Huevo". De alguna forma, es quien más se involucra en los hechos entre Toto y Willy.
- Bibi: Es una huevita acróbata cuyo hogar es un escenario en un parque de diversiones. Es la hermana menor de Bebe y Bubi. Se enamora de Willy a primera vista, al mismo tiempo que él. Tiene dos hermanos: Bebe y Bubi; quienes, al igual que ella, son acróbatas y el show lo hacen los tres.
- Coco: Es un huevo de cocodrilo que sueña con ser una gran actor de teatro, pero con la misión de destruir huevos de gallina por obligación de su padre. Quiere a la vez honrar a su malvado padre y a no avergonzarlo entre los demás reptiles. Es el líder de la pandilla de Huevos de reptil. El Huevo Líder se refiere a él como "Cabo Socorro". Aunque no lo comenta, le desagrada el sonido de cascabel de Serp.
- Serp: Es un huevo de serpiente. Es cruel y manipulador, de temperamento corto. Es amigo de Coco, pero aprovecha la ingenuidad de éste para beneficiarse a sí mismo. De alguna forma, es la mente criminal de los Huevos de reptil, superando la autoridad de Coco. Frecuentemente suena el cascabel de su cola y adora romper huevos de gallina, siendo algo impaciente cuando lo hace. Es el antagónico principal de la película junto con el padre de Coco.

### Personajes secundarios
- Bebe y Bubi: Son los hermanos de Bibi. Aunque su hermana es acróbata, ellos son escapistas. Bubi es el hermano mayor, y se viste con prendas azules. Por otra parte, Bebe es el segundo hermano, es fornido y usa prendas rojas.
- Iguano: Es un huevo de iguana, y es el más grande de todos los Huevos de reptil. Además, es la mano derecha de Coco. Su inteligencia es muy baja y es el "conejillo de indias" de los Huevos de reptil.  Tiene una actitud "cavernaria" y ataca con un gran mazo.
- Lagartijo: Es un huevo de lagartija. Es algo neurótico de personalidad poco conocida y sufre delirio de persecución.
- Torti: Es un huevo de tortuga al que le resulta muy difícil hablar por su lentitud. Sus dientes son como fuertes pinzas y es el único cuadrúpedo de los Huevos de reptil.
- Huevo Líder: Es el general y jefe de los Huevos Militares. No escucha muy bien y habla en acento alemán. Su apariencia es similar a Hitler
- Huevay II: Es un huevo de chocolate (parodia a las personas de color). Se dice que viene de Brasil por su aspecto, pero tiene un acento caribeño, y su forma de hablar se asemeja a los Huevos-Bongo, personajes de Huevocartoon.com.
- Confi: Es el líder de los Huevos de confeti. Debido a que su nombre es igual a la de los demás huevos de confeti, se diferencia por el papel azul que lleva en su cabeza. Es muy alocado, bromista y despistado.
- Tlacua y Cuache: Son dos tlacuaches que simplemente desean algo de comer. Se dice que creen en el destino. Su personalidad y acento se basan en los Huevos Rancheros, personajes de Huevocartoon.com.

### Grupos
- Huevos militares: Es un conjunto de huevos que forman parte de un ejército. Es liderado por el Huevo Líder como "general", seguido de la "mayor" Clara, los "tenientes" gemelos Gogo y Pepe, Willy como Sargento, y al final son añadidos Coco como "cabo" y Toto como "soldado".
- Huevos de reptil: Es una pandilla de huevos provenientes del pozo de los reptiles donde Coco es el líder. Tienden a ser algo tontos, despistados pero muy fuertes.
- Huevos de confeti: Es un grupo de huevos rellenados con confeti. Son una parodia del movimiento hippie.

## Reparto
- Bruno Bichir como Toto, un huevo de gallina
- Carlos Espejel como Willy, un huevo de gallina, sargento y vigía de los «Huevos Militares»
- Angélica Vale como Bibi, una hueva acróbata
- Rodolfo Riva Palacio como Coco, un huevo de cocodrilo, líder de los «Huevos de reptil»
  - Rodolfo también interpreta a Cuache, un tlacuache, e Iguano, un huevo de iguana común, integrante de los «Huevos de reptil»
- Gabriel Riva Palacio como Serp, un huevo de serpiente, segundo al mando de los «Huevos de reptil»
  - Gabriel también interpreta a Confi, un huevo de confeti, y Torti, un huevo de tortuga, integrante de los «Huevos de reptil»
- Lourdes Morán como Mamá Gallina, una gallina, madre de Toto
- Humberto Vélez como Huevay II, un huevo de chocolate
- Enzo Fortuny como Bebe, un huevo acróbata, hermano mayor de Bibi
- Mario Filio como Bubi, un huevo acróbata, hermano mayor de Bibi
- Blas García como Huevo Líder, general de los «Huevos Militares»
- Gaby Torres como Clara, mayor de los «Huevos Militares»
- Irwin Daayán como Fefe y Gogo, dos huevos gemelos que son tenientes de los «Huevos Militares»
- Rubén Moya como «Padre de Coco», un cocodrilo
- Fernando Meza como Tlacua, un tlacuache, y Lagartijo, un huevo de lagartija, integrante de los «Huevos de reptil»
- Carlos Cobos como «Huevo afeminado», un huevo homosexual, pareja de Coco

Alejandra Estrada y María Santander, interpretaron a «Gallina flaca» y «Gallina gorda», respectivamente, ambas amigas de Mamá Gallina. El productor de cine Paco Arriagada fue el «Mago» de la feria, y el cantante de ópera y editor Charles H. Oppenheim fue la voz del «Gusanito cantor». El personal de Huevocartoon.com tuvo una pequeña participación en la película interpretando a personajes incidentales, entre ellos, los Huevos de confeti.
Otros personajes de soporte e incidentales, fueron interpretados por los actores de voz Mario Filio, Joana Brito, Armando Coria, Erick Morales, Claudio Velázquez, Sandra Coria, Iván Filio e Irwin Daayán, así como por Humberto Espinoza y el productor Paco Arriagada en calidad de startalents.
En las tomas falsas del rodaje ficticio de la película a mitad de los créditos, aparecen varios personajes con pequeñas intervenciones que incluyen a Tocino —personaje principal en la cinta, que originalmente no tiene diálogos—, interpretado por Miguel Guerrero; Ferdinand, Rododendro y Gabrelle —alias Los Poeta Huevos—, interpretados por Fernando Meza, Rodolfo y Gabriel Riva Palacio, respectivamente; Huebond, interpretado por Rodolfo Riva Palacio Velasco; Durazno, interpretado por Paco Arriagada, y el Director, interpretado por Rodolfo Riva Palacio —como su homólogo ficticio—.

## Producción

### Desarrollo
En abril de 2002, Rodolfo Riva Palacio Alatriste, era director de un filme de acción viva titulado Anatomía de un robo, del cual estaba siendo despedido por Eckehardt Von Damm (en aquél entonces, director de la compañía Videocine), pues dicho filme iba a ser cancelado al no despertar el interés de Von Damm. Sin embargo, antes de retirarse de su oficina le mostró una de las animaciones que había realizado (en conjunto con su hermano Gabriel) para el naciente proyecto de su autoría, Huevocartoon.com, un sitio de animaciones flash con humor irreverente, y le planteó la idea de hacer una película de animación basada en aquellos cortos que él y su hermano hacían para Internet, haciéndole un simple pitch de manera improvisada sobre la historia de «dos huevos que no quieren ser cocinados, y uno de ellos quiere convertirse en un pollo», tratándose de una película de carretera en la cual los personajes se encontrarían con diversos obstáculos antes de llegar a su destino. Dicha idea incentivó a Von Damm a solicitarle un guion a Riva Palacio y a seguir trabajando con él en la idea.
El trabajo de preproducción, grabación de voces, composición musical y realización de la música original, procesos de posproducción y diseño de mercadotecnia y publicidad se llevó a cabo en México directamente por Huevocartoon Producciones.
La animación de la película fue realizada en Argentina por Focus, bajo la dirección de producción de Claudio Groppo, con servicios de producción del estudio Hook Up Animation, bajo la dirección de Huevocartoon Producciones. Con un plantel aproximado de noventa artistas y por un lapso de más de trece meses, Hook Up Animation estuvo a cargo de la elaboración y dirección de la animación 2D y 3D, incluyendo la dirección de arte, diseños de personajes y diseños de fondos, generando más de 150.000 dibujos originales.
Originalmente, el título de producción de la cinta fue Una película de huevos: En busca de mamá gallina, pero finalmente pasó a nombrarse simplemente como Una película de huevos. Sin embargo, para su estreno en Argentina a principios de 2007, la película conservó su título provisional.

## Recepción

### Crítica
Paraná Sendrós, del diario argentino Ámbito Financiero, calificó la cinta como «un entretenimiento coherentemente fresco, sabroso y nutritivo, para todos los paladares», aunque consideró que «por supuesto, hay unos cuantos chistes obvios, de simple o doble intención, otros bien singulares, y casi todos para todo público, aunque algunos pegan mejor entre los mexicanos». Asimismo, resaltó la realización a cargo de los animadores argentinos de Hook Up Animation.

### Premios y nominaciones

#### Premio Ariel
| Año  | Categoría(s)                             | Candidato(s)                                | Resultado | Ref(s) |
| ---- | ---------------------------------------- | ------------------------------------------- | --------- | ------ |
| 2007 | Ariel al Mejor Largometraje de Animación | Rodolfo Riva Palacio y Gabriel Riva Palacio | Ganadores | [ 3 ]  |

#### Diosas de Plata
| Año  | Categoría(s)                                      | Candidato(s)                                | Resultado | Ref(s)      |
| ---- | ------------------------------------------------- | ------------------------------------------- | --------- | ----------- |
| 2007 | Diosa de Plata a la Mejor Película Animada        | Rodolfo Riva Palacio y Gabriel Riva Palacio | Ganadores | [ 4 ] [ 3 ] |
| 2007 | Diosa de Plata a Mejor Canción Original para Cine | Carlos Zepeda Chehaibar                     | Ganador   | [ 4 ] [ 3 ] |

## Videojuego
En el año 2010 se lanzó el primer videojuego de Huevocartoon basado en Una Película de Huevos con todos los personajes de la película titulado Un Juego de Huevos. El videojuego fue lanzado como parte del lanzamiento de la consola Zeebo en México, además de que el juego se estrenó en Brasil (país de origen de la consola) con el nombre Um Jogo de Ovos. El videojuego estuvo disponible sólo para la consola Zeebo, misma que se promocionó con el juego.

## Secuelas
El 20 de marzo de 2009 se estrenó una secuela titulada Otra película de huevos y un pollo. Para la cinta se contó nuevamente con las voces de Bruno Bichir, Angélica Vale y Carlos Espejel, además de Darío T. Pie y Lucila Mariscal. El presupuesto de Otra película de huevos y un pollo duplica la cifra destinada a su predecesora, lo que permitió que en esta ocasión se incrementaran las herramientas tecnológicas que dan forma a la película. En esta película nuevamente se firma un contrato de servicios de producción en Argentina con Claudio Groppo como Director de Producción, quien forma una sociedad nueva llamada Mamá Gallina Animation, en conjunto con Huevocartoon y Hook Up Animation.
El 20 de agosto de 2015 se estrenó una tercera parte titulada Un gallo con muchos huevos, el cual es el primer filme de la saga en ser animado totalmente en CGI.
El 12 de agosto de 2021 se estrenó una cuarta película de la saga titulada Un rescate de huevitos, siendo la segunda de la saga que se realizó completamente en animación CGI.
El 14 de diciembre de 2022 se estrenó la quinta y última entrega de la saga titulada Huevitos congelados, y la tercera realizada completamente en animación CGI.

## Transmisión
Canal de las Estrellas, Canal 5
 Cartoon Network, TNT, I.Sat

## Curiosidades
- El título de la película es una expresión de doble sentido ya que en México el término "de huevos" se usa para decir que algo es agradable o bueno.
- Confi dice un dicho: "Quien a huevo mata, a huevo muere", alusión al dicho clásico "Quien a hierro mata, a hierro muere".
- En la escena donde Willy y Bibi se enamoran, suena la canción Hazme una señal de Roberto Jordán.
- Durante los créditos, aparece una versión huevo de James Bond el cual, se llama Hue Bond (leído como Hue-vón, expresión usada en México para referirse a alguien flojo o haragán).
- Durante los créditos, se introduce un segmento con Los Poeta Huevos de Huevocartoon.com como invitados de la fiesta de Toto, pero al finalizar, terminan ebrios como en cada sketch de Huevocartoon. En dicho segmento, aparecen Toto (como pollo), Willy, Bibi, Tocino, Coco y Serp (quien se supone, no debería haber aparecido).
- Al finalizar la película, aparece una escena donde Torti llega al lugar donde los huevos de gallina pelearon contra los huevos de reptil. Pero al llegar allí, no hay nadie (debido a que es lento y el conflicto había terminado hace horas).